# Jeff Shantz
Jeffrey Dale „Jeff“ Shantz (* 10. Oktober 1973 in Duchess, Alberta) ist ein ehemaliger kanadischer Eishockeyspieler, der im Verlauf seiner aktiven Karriere zwischen 1989 und 2011 unter anderem 686 Spiele für die Chicago Blackhawks, Calgary Flames und Colorado Avalanche in der National Hockey League auf der Position des Centers bestritten hat. Darüber hinaus war er einen beträchtlichen Teil seiner Karriere in Europa aktiv, wo er nationale Meistertitel in Deutschland und Österreich sowie den prestigeträchtigen Spengler Cup gewann.

## Karriere

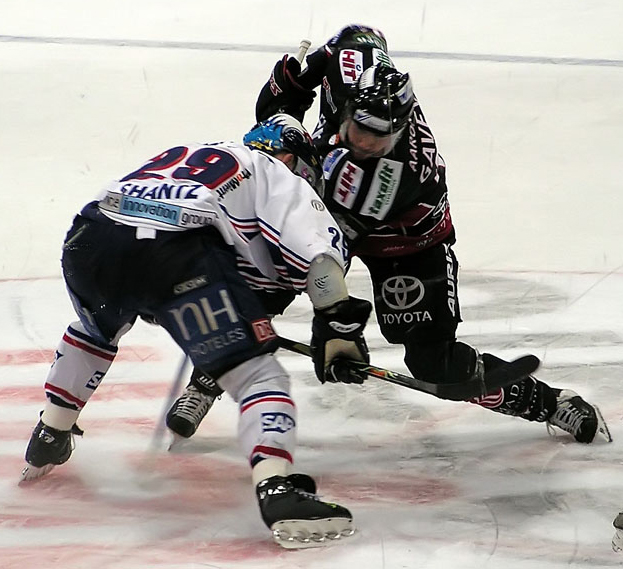
Shantz beim Bully gegen den Kölner Aaron Gavey

Shantz spielte während seiner Juniorenzeit zwischen 1989 und 1993 bei den Regina Pats in der Western Hockey League. Beim NHL Entry Draft 1992 wurde der Rechtsschütze als Nr. 36 in der zweiten Runde von den Chicago Blackhawks gezogen, sein erstes NHL-Spiel absolvierte er in der Saison 1993/94, in der er in 52 Spielen seine ersten drei Tore in der nordamerikanischen Profiliga erzielte. Nachdem er immer wieder auch in der International Hockey League bei Indianapolis Ice eingesetzt worden war, gehörte Shantz ab der Saison 1995/96 dauerhaft zum Kader der Blackhawks.
Weitere NHL-Stationen waren die Calgary Flames zwischen 1998 und 2992 und die Colorado Avalanche in der Spielzeit 2002/03, bevor der Kanadier im Sommer 2003 zu den SCL Tigers in die Schweiz wechselte. Während der Playoffs der Saison 2003/04 verstärkte er den EHC Biel in der National League B. 2005 wechselte Shantz weiter zu den Adler Mannheim in die Deutsche Eishockey Liga. Aufgrund einer Knorpelverletzung im Knie sowie eines Meniskusschadens fiel der Kanadier im Sommer 2006 für mehrere Monate aus, kehrte aber zur Mitte der Saison auf das Eis zurück, gewann mit den Adlern die deutsche Meisterschaft und wurde als Most Valuable Player der Play-offs ausgezeichnet. Sein Vertrag in Mannheim läuft bis 2008. Am 5. Mai 2008 gab der EC KAC die Verpflichtung von Jeff Shantz für die Saison 2008/09 bekannt. Der 34-jährige Center unterschrieb einen Einjahresvertrag beim österreichischen Rekordmeister und beendete 2011 seine Karriere beim KAC.

### International
Für die kanadische U20-Nationalmannschaft war Shantz in sieben Spielen bei der Junioren-Weltmeisterschaft 1993 aktiv und erzielte zwei Tore. Am Turnierende gewann er mit dem Team die Goldmedaille. Für die Verbandsauswahl der Herren bestritt er unter anderem den Spengler Cup in den Jahren 2003 und 2004. Bei der Weltmeisterschaft 2004 gehörte der Stürmer zwar zum Aufgebot, blieb aber beim Gewinn des Weltmeistertitels neben Jamie Heward als einer von zwei Spielern im Kader aber ohne Einsatz.

## Erfolge und Auszeichnungen
- 1993 WHL East First All-Star Team
- 2003 Spengler-Cup-Gewinn mit dem Team Canada
- 2006 Teilnahme am DEL All-Star Game
- 2007 Deutscher Meister mit den Adler Mannheim
- 2009 Österreichischer Meister mit dem EC KAC

### International
- 1993 Goldmedaille bei der Junioren-Weltmeisterschaft
- 2004 Goldmedaille bei der Weltmeisterschaft

## Karrierestatistik

### International
Vertrat Kanada bei:
- Junioren-Weltmeisterschaft 1993
- Weltmeisterschaft 2004

(Legende zur Spielerstatistik: Sp oder GP = absolvierte Spiele; T oder G = erzielte Tore; V oder A = erzielte Assists; Pkt oder Pts = erzielte Scorerpunkte; SM oder PIM = erhaltene Strafminuten; +/− = Plus/Minus-Bilanz; PP = erzielte Überzahltore; SH = erzielte Unterzahltore; GW = erzielte Siegtore; 1 Play-downs/Relegation; Kursiv: Statistik nicht vollständig)